# Petr Pála
Petr Pála (Praga, 2 de octubre de 1975) es un tenista profesional de República Checa.
Conjuntamente con Pavel Vízner, en el 2001, alcanzó la final del torneo de Roland Garros perdiendo contra la pareja conformada por los hindúes Mahesh Bhupathi y Leander Paes (6-7, 3-6). Pala ha ganado 7 torneos de dobles en el circuito de la ATP en su carrera.

## Torneos de Grand Slam

### Finalista Dobles
| Año  | Torneo        | Pareja       | Oponentes en la final          | Resultado |
| 2001 | Roland Garros | Pavel Vízner | Mahesh Bhupathi / Leander Paes | 6-7 3-6   |

## Títulos

### Dobles
| Leyenda                |
| Grand Slam (0)         |
| Tennis Masters Cup (0) |
| ATP Masters Series (0) |
| ATP Tour (7)           |

| N.º | Fecha | Torneo       | Superficie    | Pareja          | Oponentes en la final          | Resultado     |
| --- | ----- | ------------ | ------------- | --------------- | ------------------------------ | ------------- |
| 1.  | 2001  | Sankt Pölten | Tierra batida | David Rikl      | Jaime Oncins Daniel Orsanic    | 6-3 5-7 7-5   |
| 2.  | 2002  | Sankt Pölten | Tierra batida | David Rikl      | Mike Bryan Michael Hill        | 7-5 6-4       |
| 3.  | 2004  | Sankt Pölten | Tierra batida | Mariano Hood    | Tomáš Cibulec Leoš Friedl      | 3-6 7-5 6-4   |
| 4.  | 2005  | Umag         | Tierra batida | Jiri Novak      | Michal Mertinak David Škoch    | 6-3 6-3       |
| 5.  | 2006  | Chennai      | Dura          | Michal Mertinak | Prakash Amritraj Rohan Bopanna | 6-2 7-5       |
| 6.  | 2006  | Viena        | Dura          | Pavel Vízner    | Julian Knowle Jürgen Melzer    | 6-4 3-6 12-10 |
| 7.  | 2008  | Umag         | Tierra batida | Michal Mertinak | Carlos Berlocq Fabio Fognini   | 2-6 6-3 10-5  |

### Finalista en dobles (torneos destacados)
- 2001: Roland Garros
- 2001: Bangalore Masters Cup (junto a Pavel Vízner pierden ante Ellis Ferreira y Rick Leach)